# Ławeczka Rybaka w Kątach Rybackich
Ławeczka Rybaka w Kątach Rybackich – ławka pomnikowa zlokalizowana w pobliżu portu rybackiego w Kątach Rybackich nad Zalewem Wiślanym, z rzeźbą rybaka.
Odsłonięty w czerwcu 2006 pomnik jest dziełem Rafała Pacewicza i Stanisław Suskiego. Przedstawia wykonaną z betonu ponad dwumetrowej wysokości postać rybaka trzymającego w dłoni rybę. Obelisk jest uhonorowaniem pracy i wysiłku rybaków, którzy od lat zamieszkują i łowią nad Zalewem Wiślanym.
Obok ławki pomnikowej 4 sierpnia 2006 ustawiono kontrowersyjny pomnik konieczności przekopu Mierzei Wiślanej w postaci łopaty wbitej w ziemię fundacji senator Elżbiety Gelert.